# Acianthera cristata
Acianthera cristata é uma espécie de orquídea epífita, família Orchidaceae, que existe no Rio de Janeiro e Espírito Santo, Brasil. São plantas de tamanho médio, de crescimento subcespitoso, com caules de comprimento equivalente à folha, folhas amplas, inflorescência curta com poucas flores pálidas, levemente translúcidas, esverdeadas, com sutis riscas púrpura, miudamente pubescentes internamente, e pouco abertas.

## Publicação e sinônimos
- Acianthera cristata (Barb.Rodr.) Luer, Monogr. Syst. Bot. Missouri Bot. Gard. 95: 253 (2004).

Sinônimos homotípicos:
- Pleurothallis cristata  (Barb.Rodr.) Cogn. in C.F.P.von Martius & auct. suc. (eds.), Fl. Bras. 3(4): 530 (1896).
- Lepanthes cristata Barb.Rodr., Gen. Spec. Orchid. 2: 57 (1881).